# Всероссийская перепись населения (2020—2021)
Всеросси́йская пе́репись населе́ния 2020—2021 годов — мероприятие, которое проводилось на всей территории Российской Федерации по единой государственной статистической методологии в целях получения обобщённых демографических, экономических и социальных сведений. Цель переписной кампании — сбор сведений о лицах, находящихся на определённую дату на территории Российской Федерации. Организатором переписи является Федеральная служба государственной статистики.

## Время
Основной этап проведения переписи прошёл с 15 октября по 14 ноября 2021 года. Впервые в истории России перепись проходила и онлайн: жители страны могли ответить на вопросы анкеты через портал Госуслуг с 15 октября по 14 ноября 2021 года. Перепись в труднодоступных районах страны прошла с 1 апреля по 20 декабря 2021 года. Критический момент переписи — полночь 1 октября 2021 года.

## Подготовка переписи
Согласно Федеральному закону «О всероссийской переписи населения», перепись должна проводиться не реже чем один раз в десять лет, поэтому изначально планировалось провести перепись в октябре 2020 года, ровно через 10 лет после переписи 2010 года. Из-за распространения COVID-19 сроки переписи несколько раз сдвигались, сначала на апрель, затем на октябрь 2021 года.

### Пробная перепись населения 2018 года
Пробная перепись населения проводилась с 1 по 31 октября 2018 года. Главной целью проведения пробной переписи населения была отработка и апробация программно-методологических, организационных и технологических вопросов Всероссийской переписи населения 2020—2021 годов с учётом применения новых способов сбора сведений о населении в электронном виде. Проведение пробной переписи было разбито на 3 глобальных этапа: 1—10 октября — перепись в режиме онлайн; 16—27 октября — поквартирный обход переписчиков и работа переписных участков; 27—31 октября — контрольный обход.
Для проведения пробной переписи населения было выделено 10 территорий, суммарный объём населения которых составил порядка 550 тысяч человек. В эти территории вошли:
- Эльбрусский район Кабардино-Балкарской Республики;
- Хангаласский улус Республики Саха (Якутия);
- Алеутский район Камчатского края;
- городской округ Минусинск Красноярского края;
- Нижнеудинский и Катангский районы Иркутской области;
- Великий Новгород;
- посёлок городского типа Южно-Курильск и муниципальное образование «Южно-Курильский городской округ» Сахалинской области;
- район Свиблово Северо-Восточного административного округа Москвы;
- муниципальный округ Княжево в Санкт-Петербурге.

Эти территории наиболее полно моделируют различные условия проведения переписи: условия городской среды, удалённых и труднодоступных регионов. В среднем, на одного переписчика приходится около 440 человек.
В рамках пробной переписи впервые был опробован механизм сбора форм переписных анкет через единый портал Госуслуг. Пользователи со всей территории России, у которых на портале ЕПГУ оформлена подтверждённая учётная запись, в период с 1 по 10 октября 2018 года могли протестировать работу специальной услуги «Участие в переписи населения».
Помимо переписи через портал Госуслуг, впервые в истории России к проведению переписи был привлечён национальный почтовый оператор — Почта России. Организация принимала участие в переписи на четырёх территориях: в административном районе Свиблово г. Москвы, Хангаласском улусе республики Якутии, в городском округе Великий Новгород, а также в Нижнеудинском муниципальном районе Иркутской области. Формат участия предполагал как работу полевых сотрудников «Почты России» в качестве переписчиков, так и использование офисов Почты России в качестве стационарных переписных участков. Так, с 16 по 27 октября сотрудники Почты России в специальной экипировке обходили жилые помещения, опрашивали жителей и заполняли переписные листы.
По итогам пробной переписи населения в электронной форме было переписано более 460 000 домохозяйств, более 1,2 миллиона жителей России. В результате поквартирного обхода было зафиксировано, что на территориях проведения пробной переписи проживает больше населения, чем было зарегистрировано в местных органах власти.

### Обновление адресного фонда
В августе 2019 года в рамках подготовки к переписи населения 2020 года началась работа по актуализации адресного фонда — регистраторы в городах и сельских поселениях производят обход улиц и уточняют списки адресов. На основе работы регистраторов будет определено точное количество домов в каждом городе и их местоположение. Позже специалисты Росстата проведут районирование для формирования на карте России счётных и переписных участков.
Так, благодаря регистраторам, в Рузском округе обнаружили ранее нигде не задокументированную деревню Ёжиково; в Удмуртии обнаружили две новые деревни: Родники и Куртеково; в Калужской области было зафиксировано более 35 000 новых адресов.

### Фирменный стиль
Для создания фирменного стиля Росстат запустил конкурс логотипа на портале Sostav, который продолжался с 23 июля по 6 августа 2019 года. В конкурсе могли принять участие как профессиональные дизайнеры, так и любители. Всего поступило 1 289 работ. 12 августа 2019 года был объявлен логотип-победитель, который стал основой для разработки всего остального фирменного стиля Всероссийской переписи населения. Победителем стала Марианна Данькова из Москвы.
Талисманом первой цифровой переписи населения России стала Цыпа ВиПиН. Символ был выбран по итогам голосования из работ, которые все желающие присылали на открытый конкурс. Победителем стал архитектор и иллюстратор из Самары под никнеймом «ov_maxim».

### Подготовка цифровой инфраструктуры
В декабре 2020 года была завершена поставка 360 тысяч планшетных компьютеров на ОС Аврора, с которыми будут работать переписчики и контролёры. Также проведены модернизация и увеличение мощности автоматизированной системы Всероссийской переписи населения, в которой будут аккумулироваться и обрабатываться все данные.

### Вопросы переписи
Во время переписи используются утвержденные Правительством РФ переписные листы стандартных Форм «Л», «П» и «В». Одни и те же вопросы напечатаны в бумажных анкетах и используются в электронных планшетах.
- Форма «Л» — переписной лист, предназначенный для заполнения на лиц, постоянно проживающих на территории Российской Федерации;
- Форма «П» — переписной лист, который заполняется на помещение и характеризует жилищные условия населения;
- Форма «В» — переписной лист, который заполняется на лиц, временно находящихся на территории Российской Федерации на момент проведения процедуры переписи, но постоянно проживающих за рубежом.

### Подготовка переписчиков
Набирали переписчиков территориальные подразделения Росстата. Курсы обучения прошли непосредственно перед началом переписи.

### Бюджет переписи
На перепись выделили 32 миллиарда рублей. Оплата труда переписчиков составила 18 тысяч рублей за работу в соответствии с условиями заключённого договора.

## Проведение переписи

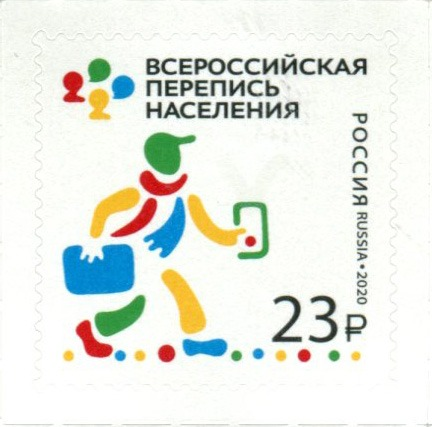
Почтовая марка

### Перепись в труднодоступных районах
Перепись в труднодоступных районах началась с 1 октября 2020 года и завершилась 30 июня 2021 года. Список районов и населённых пунктов был составлен Росстатом с учётом наличия или отсутствия постоянного транспортного сообщения, радио- и телефонной связи, доступа к Интернету. Первыми регионами, в которых перепись началась в октябре, стали Республика Тыва, Томская область, Ненецкий автономный округ и Ямало-Ненецкий автономный округ. Всего население труднодоступных и отдалённых местностей оценивается в 552,2 тысячи человек.

### Форматы проведения
В рамках проведения Всероссийской переписи населения будут использованы как традиционные, так и новые методы сбора данных:
- Все жилые помещения с 15 октября по 14 ноября 2021 года обойдут переписчики. У них будут электронные планшеты, куда и будут заноситься ответы респондентов.
- Жители России смогут прийти на переписные участки и ответить на вопросы переписи там, они также будут работать с 15 октября по 14 ноября 2021 года.
- Впервые будет возможность переписаться на портале государственных услуг — такая возможность будет открыта с 15 октября по 14 ноября 2021 года[27][28].

### Обработка собранных данных
График обработки результатов переписи утверждён постановлением Правительства РФ. Ожидается, что благодаря тому, что практически все первичные данные будут собираться в цифровом формате, на обработку уйдёт рекордно малое время.
Окончательные итоги переписи были подведены и официально опубликованы в 2022 году.

## Публикация итогов переписи

### Заявления руководителей субъектов РФ о предварительных результатах переписи
- Московская область: глава региона А. Ю. Воробьёв заявил, что «сейчас мы уже можем сказать, что на территории Подмосковья проживает порядка 10,8 миллионов человек»[29]. В отношении показателей роста населения по отдельным районам области он заявил: «Это беспрецедентный рост численности. Мы, допустим, в Красногорске 10 лет назад имели 190 тыс. жителей, сейчас — 500 тыс. В Одинцово имели 340 тыс. — сейчас 700 тыс. То же самое в Балашихе. Вы скажете, растут только примкадные территории. Да, наиболее активно. Но Серпухов тоже вырос почти в два раза. Истра выросла в два раза»[30]. Глава города Реутова С. А. Каторов заявил, что по итогам переписи количество жителей города с начала 2021 года выросло на 1/3 и составило 147 тыс. человек[31]. Глава города Королёв И. В. Трифонов заявил, что население города за межпереписной период выросло с 220 тыс. до 300 тыс. жителей[32]. Согласно заявлению главы Красногорска Д. В. Волкова, согласно переписи население этого городского округа превысило 500 тысяч жителей[33]. Глава городского округа Лобни Е. В. Баришевский заявил, что по результатам переписи население Лобни превысило 150 тысяч человек[34].
- Москва: мэр Москвы С. С. Собянин заявил президенту России В. В. Путину: «Пока это только предварительные итоги, но за 10 лет москвичей стало на полтора миллиона больше. Приблизились вплотную к цифре 13 миллионов, даже, возможно, чуть преодолеем её»[35].
- Краснодарский край: губернатор Краснодарского края В. И. Кондратьев заявил: «Предварительно в крае проживают 7 млн 130 тыс. человек. Из них в Краснодаре — 1 млн 650 тыс.»[36]. В межпереписной период население Сочи увеличилось на 300 тысяч человек и по предварительным данным переписи составило порядка 720 тысяч жителей[37].
- Хабаровский край: губернатор Хабаровского края М. В. Дегтярёв заявил, что «по результатам последней переписи населения Хабаровск признан самым крупным городом на Дальнем Востоке… В перспективе — это город-миллионник»[38].
- Калужская область: заместитель губернатора Калужской области, руководитель администрации губернатора К. С. Башкатова заявила, что «по числу переписанных лиц общий показатель по области составил почти 109 %», при этом самые высокие показатели числа переписанных достигнуты администрациями Малоярославецкого, Боровского, Износковского, Жуковского, Юхновского районов и города Обнинска. При этом к числу районов, где показатель числа переписанных выше среднего по Калужской области, достигнуты в Тарусском, Жиздринском, Мещовском, Козельском районах. По её словам, «темп переписной кампании» задали, в первую очередь, Малоярославецкий, Ульяновский, Жиздринский, Хвастовичский, Износковский, Боровский, Спас-Деменский районы и город Обнинск[39]. Глава города Калуги Д. А. Денисов заявил, что по предварительным данным переписи в Калуге проживает 392 тысячи человек, а не 341 тысяча, как считалось до переписи[40].
- Башкортостан: глава республики Р. Ф. Хабиров заявил, что «это была большая государственная задача и она выполнена. Благодаря проведению дотошной переписи, мы за 4,1 миллиона человек перевалили»[41].
- Татарстан: глава республики Р. Н. Минниханов заявил, что согласно переписи население республики превысило 4 миллиона человек, мэр Казани И. Р. Метшин заявил, что население Казани превысило 1,3 миллиона человек[42].
- Ленинградская область: Л. М. Нещадим, мэр города Гатчины (столицы области), заявила, что по предварительным данным переписи в городе численность населения превысила 100 тыс. человек[43].
- Севастополь: губернатор города М. В. Развозжаев заявил, что население Севастополя, исходя из предварительных данных переписи, составляет порядка 600 тыс. жителей[44].
- Красноярский край: глава региона А. В. Усс заявил, что, согласно данным переписи, население Красноярского края за прошедшие 10 лет выросло на 5 %, а население города Красноярска — на 240 тысяч человек или 13 %[45].

### Отмена публикации оперативных данных о численности населения по переписи в январе 2022 года
15 ноября 2021 года глава Росстата Павел Малков заявил, что «первые оперативные данные о численности населения», полученные в результате переписи, Росстат планирует опубликовать в конце января 2022 года. Однако 17 января 2022 года Павел Малков сообщил, что «цифры требуют серьезной проверки, поэтому публикация первых данных в январе невозможна», а потому оперативные данные опубликованы не будут, а следует ожидать, как это и планировалось изначально, лишь в апреле 2022 года опубликования предварительных итогов переписи.

### Предварительные итоги

#### Предварительные результаты (апрель 2022)
8 апреля были опубликованы предварительные итоги переписи, по ним численность населения России составила около 147 миллионов человек. Публикация окончательных итогов отложена до мая, а полных итогов — до конца 2022 года.
Точность опубликованной оценки численности населения России (около 147 миллионов жителей) составляет примерно 400—500 тысяч человек в бо́льшую или меньшую стороны.
Согласно предварительным результатам переписи примерная численность населения некоторых регионов значительно выросла (в сравнении с предыдущей переписью) и составила:
- Москва — около 13 миллионов жителей;
- Московская область — 9 миллионов;
- Краснодарский край — 5,8 миллионов;
- Санкт-Петербург — 5,6 миллионов;
- Ставропольский край — 2,8 миллионов[51].

В то же самое время в 27 субъектах РФ численность населения по сравнению с текущей оценкой сократилась, к их числу относятся субъекты Дальневосточного федерального округа, отдельные субъекты Северо-Кавказского, Приволжского и Северо-Западного федеральных округов.

#### Предварительные оценочные итоги переписи (публикация от 30 мая 2022 года)
30 мая 2022 года Росстат опубликовал предварительные итоги переписи, которые были им охарактеризованы следующим образом:
Представленные предварительные данные являются оценочными, по завершении обработки данных окончательная численность населения по результатам переписи может незначительно увеличиться или уменьшиться.

##### Численность населения по субъектам Российской Федерации
|                                              | Предварительная численность постоянного населения, тыс. человек по переписи на 1 октября 2021 года (тыс.) | Предварительная численность постоянного населения, тыс. человек по переписи на 1 октября 2021 года (тыс.) | Предварительная численность постоянного населения, тыс. человек по переписи на 1 октября 2021 года (тыс.) | 2021 г. в процентах к 2010 г.** (всё население) | В общей численности постоянного населения, процентов | В общей численности постоянного населения, процентов | В общей численности постоянного населения, процентов | В общей численности постоянного населения, процентов |
| всё население                                | в том числе                                                                                               | в том числе                                                                                               | 2021 г.                                                                                                   | 2021 г.                                         | 2010 г.**                                            | 2010 г.**                                            |                                                      |                                                      |
| всё население                                | городское население                                                                                       | сельское население                                                                                        | городское население                                                                                       | 2021 г. в процентах к 2010 г.** (всё население) | сельское население                                   | городское население                                  | сельское население                                   |                                                      |
| -------------------------------------------- | --- | --- | --- | ----------------------------------------------- | ---------------------------------------------------- | ---------------------------------------------------- | ---------------------------------------------------- | ---------------------------------------------------- |
| Российская Федерация                         | 147 190                                                                                                   | 110 087                                                                                                   | 37 103 | 101,4                                           | 74,8                                                 | 25,2                                                 | 73,5                                                 | 26,5                                                 |
| Центральный федеральный округ:               | 40 342 | 33 123 | 7 219 | 105,0                                           | 82,1                                                 | 17,9                                                 | 81,3                                                 | 18,7                                                 |
| Белгородская область                         | 1 540 | 1 005 | 535 | 100,5                                           | 65,3                                                 | 34,7                                                 | 66,1                                                 | 33,9                                                 |
| Брянская область                             | 1 169 | 812 | 357 | 91,5                                            | 69,5                                                 | 30,5                                                 | 69,1                                                 | 30,9                                                 |
| Владимирская область                         | 1 348 | 1 046 | 302 | 93,4                                            | 77,6                                                 | 22,4                                                 | 77,6                                                 | 22,4                                                 |
| Воронежская область                          | 2 309 | 1 581 | 728 | 98,9                                            | 68,5                                                 | 31,5                                                 | 63,7                                                 | 36,3                                                 |
| Ивановская область                           | 928 | 760 | 168 | 87,4                                            | 81,9                                                 | 18,1                                                 | 80,9                                                 | 19,1                                                 |
| Калужская область                            | 1 070 | 802 | 268 | 105,8                                           | 75,0                                                 | 25,0                                                 | 76,3                                                 | 23,7                                                 |
| Костромская область                          | 581 | 428 | 153 | 87,0                                            | 73,7                                                 | 26,3                                                 | 69,9                                                 | 30,1                                                 |
| Курская область                              | 1 082 | 741 | 341 | 96,0                                            | 68,5                                                 | 31,5                                                 | 65,2                                                 | 34,8                                                 |
| Липецкая область                             | 1 143 | 721 | 422 | 97,4                                            | 63,1                                                 | 36,9                                                 | 63,7                                                 | 36,3                                                 |
| Московская область                           | 8 532 | 6 698 | 1 834 | 124,4                                           | 78,5                                                 | 21,5                                                 | 81,3                                                 | 18,7                                                 |
| Орловская область                            | 713 | 475 | 238 | 90,6                                            | 66,6                                                 | 33,4                                                 | 65,5                                                 | 34,5                                                 |
| Рязанская область                            | 1 103 | 787 | 316 | 95,6                                            | 71,4                                                 | 28,6                                                 | 70,9                                                 | 29,1                                                 |
| Смоленская область                           | 888 | 645 | 243 | 90,1                                            | 72,6                                                 | 27,4                                                 | 72,7                                                 | 27,3                                                 |
| Тамбовская область                           | 983 | 591 | 392 | 90,0                                            | 60,1                                                 | 39,9                                                 | 58,7                                                 | 41,3                                                 |
| Тверская область                             | 1 230 | 939 | 291 | 90,9                                            | 76,3                                                 | 23,7                                                 | 74,7                                                 | 25,3                                                 |
| Тульская область                             | 1 501 | 1 101 | 400 | 96,6                                            | 73,4                                                 | 26,6                                                 | 79,4                                                 | 20,6                                                 |
| Ярославская область                          | 1 210 | 981 | 229 | 95,1                                            | 81,1                                                 | 18,9                                                 | 82,2                                                 | 17,8                                                 |
| г. Москва                                    | 13 010 | 13 010 | — | 110,8                                           | 100                                                  | —                                                    | 98,9                                                 | 1,1                                                  |
| Северо-Западный федеральный округ:           | 13 917 | 11 829 | 2 088 | 102,2                                           | 85,0                                                 | 15,0                                                 | 83,5                                                 | 16,5                                                 |
| Республика Карелия                           | 533 | 424 | 109 | 82,8                                            | 79,5                                                 | 20,5                                                 | 78,0                                                 | 22,0                                                 |
| Республика Коми                              | 738 | 572 | 166 | 81,9                                            | 77,5                                                 | 22,5                                                 | 77,0                                                 | 23,0                                                 |
| Архангельская область                        | 1 020 | 795 | 225 | 83,1                                            | 77,9                                                 | 22,1                                                 | 75,7                                                 | 24,3                                                 |
| в том числе:                                 | | | |                                                 |                                                      |                                                      |                                                      |                                                      |
| Ненецкий автономный округ                    | 41 | 30 | 11 | 97,6                                            | 73,2                                                 | 26,8                                                 | 67,9                                                 | 32,1                                                 |
| Архангельская область без автономного округа | 979 | 765 | 214 | 82,5                                            | 78,1                                                 | 21,9                                                 | 76,0                                                 | 24,0                                                 |
| Вологодская область                          | 1 143 | 828 | 315 | 95,1                                            | 72,4                                                 | 27,6                                                 | 70,7                                                 | 29,3                                                 |
| Калининградская область                      | 1 030 | 791 | 239 | 109,3                                           | 76,8                                                 | 23,2                                                 | 77,6                                                 | 22,4                                                 |
| Ленинградская область                        | 2 001 | 1 346 | 655 | 116,5                                           | 67,3                                                 | 32,7                                                 | 65,7                                                 | 34,3                                                 |
| Мурманская область                           | 668 | 622 | 46 | 84,0                                            | 93,1                                                 | 6,9                                                  | 92,8                                                 | 7,2                                                  |
| Новгородская область                         | 583 | 426 | 157 | 92,0                                            | 73,1                                                 | 26,9                                                 | 70,6                                                 | 29,4                                                 |
| Псковская область                            | 600 | 425 | 175 | 89,2                                            | 70,8                                                 | 29,2                                                 | 70,2                                                 | 29,8                                                 |
| г. Санкт-Петербург                           | 5 602 | 5 602 | — | 114,8                                           | 100                                                  | —                                                    | 100                                                  | —                                                    |
| Южный федеральный округ:                     | 16 746 | 10 578 | 6 168 | 103,8                                           | 63,2                                                 | 36,8                                                 | 61,8                                                 | 38,2                                                 |
| Республика Адыгея                            | 497 | 246 | 251 | 113,0                                           | 49,5                                                 | 50,5                                                 | 50,9                                                 | 49,1                                                 |
| Республика Калмыкия                          | 267 | 125 | 142 | 92,4                                            | 46,8                                                 | 53,2                                                 | 44,1                                                 | 55,9                                                 |
| Республика Крым                              | 1 935 | 977 | 958 | 102,3                                           | 50,5                                                 | 49,5                                                 | 50,7                                                 | 49,3                                                 |
| Краснодарский край                           | 5 838 | 3 321 | 2 517 | 111,7                                           | 56,9                                                 | 43,1                                                 | 52,9                                                 | 47,1                                                 |
| Астраханская область                         | 960 | 618 | 342 | 95,0                                            | 64,4                                                 | 35,6                                                 | 66,7                                                 | 33,3                                                 |
| Волгоградская область                        | 2 501 | 1 936 | 565 | 95,8                                            | 77,4                                                 | 22,6                                                 | 76,0                                                 | 24,0                                                 |
| Ростовская область                           | 4 201 | 2 852 | 1 349 | 98,2                                            | 67,9                                                 | 32,1                                                 | 67,2                                                 | 32,8                                                 |
| г. Севастополь                               | 548 | 506 | 42 | 139,4                                           | 92,3                                                 | 7,7                                                  | 92,3                                                 | 7,7                                                  |
| Северо-Кавказский федеральный округ:         | 10 171 | 5 153 | 5 018 | 107,9                                           | 50,7                                                 | 49,3                                                 | 49,2                                                 | 50,8                                                 |
| Республика Дагестан                          | 3 182 | 1 439 | 1 743 | 109,3                                           | 45,2                                                 | 54,8                                                 | 45,2                                                 | 54,8                                                 |
| Республика Ингушетия                         | 510 | 279 | 231 | 123,5                                           | 54,7                                                 | 45,3                                                 | 38,3                                                 | 61,7                                                 |
| Кабардино-Балкарская Республика              | 904 | 469 | 435 | 105,1                                           | 51,9                                                 | 48,1                                                 | 54,5                                                 | 45,5                                                 |
| Карачаево-Черкесская Республика              | 470 | 194 | 276 | 98,3                                            | 41,3                                                 | 58,7                                                 | 43,4                                                 | 56,6                                                 |
| Республика Северная Осетия – Алания          | 687 | 434 | 253 | 96,4                                            | 63,2                                                 | 36,8                                                 | 63,7                                                 | 36,3                                                 |
| Чеченская Республика                         | 1 511 | 577 | 934 | 119,1                                           | 38,2                                                 | 61,8                                                 | 34,9                                                 | 65,1                                                 |
| Ставропольский край                          | 2 908 | 1 761 | 1 147 | 104,4                                           | 60,6                                                 | 39,4                                                 | 57,2                                                 | 42,8                                                 |
| Приволжский федеральный округ:               | 28 943 | 20 877 | 8 066 | 96,8                                            | 72,1                                                 | 27,9                                                 | 70,8                                                 | 29,2                                                 |
| Республика Башкортостан                      | 4 091 | 2 530 | 1 561 | 100,5                                           | 61,8                                                 | 38,2                                                 | 60,4                                                 | 39,6                                                 |
| Республика Марий Эл                          | 677 | 463 | 214 | 97,3                                            | 68,4                                                 | 31,6                                                 | 63,1                                                 | 36,9                                                 |
| Республика Мордовия                          | 784 | 496 | 288 | 93,9                                            | 63,3                                                 | 36,7                                                 | 60,4                                                 | 39,6                                                 |
| Республика Татарстан                         | 4 005 | 3 074 | 931 | 105,8                                           | 76,8                                                 | 23,2                                                 | 75,4                                                 | 24,6                                                 |
| Удмуртская Республика                        | 1 453 | 954 | 499 | 95,5                                            | 65,7                                                 | 34,3                                                 | 69,2                                                 | 30,8                                                 |
| Чувашская Республика                         | 1 187 | 758 | 429 | 94,8                                            | 63,9                                                 | 36,1                                                 | 58,8                                                 | 41,2                                                 |
| Пермский край                                | 2 532 | 1 915 | 617 | 96,1                                            | 75,6                                                 | 24,4                                                 | 75,0                                                 | 25,0                                                 |
| Кировская область                            | 1 154 | 897 | 257 | 86,1                                            | 77,7                                                 | 22,3                                                 | 74,0                                                 | 26,0                                                 |
| Нижегородская область                        | 3 119 | 2 493 | 626 | 94,2                                            | 79,9                                                 | 20,1                                                 | 78,9                                                 | 21,1                                                 |
| Оренбургская область                         | 1 863 | 1 112 | 751 | 91,6                                            | 59,7                                                 | 40,3                                                 | 59,7                                                 | 40,3                                                 |
| Пензенская область                           | 1 266 | 870 | 396 | 91,3                                            | 68,7                                                 | 31,3                                                 | 67,1                                                 | 32,9                                                 |
| Самарская область                            | 3 173 | 2 526 | 647 | 98,7                                            | 79,6                                                 | 20,4                                                 | 80,2                                                 | 19,8                                                 |
| Саратовская область                          | 2 443 | 1 870 | 573 | 96,9                                            | 76,5                                                 | 23,5                                                 | 74,5                                                 | 25,5                                                 |
| Ульяновская область                          | 1 197 | 918 | 279 | 92,6                                            | 76,7                                                 | 23,3                                                 | 73,5                                                 | 26,5                                                 |
| Уральский федеральный округ:                 | 12 301 | 10 080 | 2 221 | 101,8                                           | 81,9                                                 | 18,1                                                 | 79,9                                                 | 20,1                                                 |
| Курганская область                           | 777 | 496 | 281 | 85,3                                            | 63,8                                                 | 36,2                                                 | 60,3                                                 | 39,7                                                 |
| Свердловская область                         | 4 269 | 3 661 | 608 | 99,3                                            | 85,8                                                 | 14,2                                                 | 83,9                                                 | 16,1                                                 |
| Тюменская область                            | 3 824 | 3 088 | 736 | 112,6                                           | 80,8                                                 | 19,2                                                 | 78,1                                                 | 21,9                                                 |
| в том числе:                                 | | | |                                                 |                                                      |                                                      |                                                      |                                                      |
| Ханты-Мансийский автономный округ – Югра     | 1 711 | 1 575 | 136 | 111,7                                           | 92,1                                                 | 7,9                                                  | 91,5                                                 | 8,5                                                  |
| Ямало-Ненецкий автономный округ              | 510 | 431 | 79 | 97,5                                            | 84,5                                                 | 15,5                                                 | 84,7                                                 | 15,3                                                 |
| Тюменская область без автономных округов     | 1 602 | 1 081 | 521 | 119,5                                           | 67,5                                                 | 32,5                                                 | 60,3                                                 | 39,7                                                 |
| Челябинская область                          | 3 431 | 2 835 | 596 | 98,7                                            | 82,6                                                 | 17,4                                                 | 82,0                                                 | 18,0                                                 |
| Сибирский федеральный округ:                 | 16 793 | 12 579 | 4 214 | 97,8                                            | 74,9                                                 | 25,1                                                 | 73,1                                                 | 26,9                                                 |
| Республика Алтай                             | 211 | 65 | 146 | 102,4                                           | 30,8                                                 | 69,2                                                 | 27,6                                                 | 72,4                                                 |
| Республика Тыва                              | 337 | 184 | 153 | 109,4                                           | 54,6                                                 | 45,4                                                 | 53,1                                                 | 46,9                                                 |
| Республика Хакасия                           | 535 | 366 | 169 | 100,6                                           | 68,4                                                 | 31,6                                                 | 67,3                                                 | 32,7                                                 |
| Алтайский край                               | 2 164 | 1 258 | 906 | 89,4                                            | 58,1                                                 | 41,9                                                 | 54,7                                                 | 45,3                                                 |
| Красноярский край                            | 2 857 | 2 265 | 592 | 101,0                                           | 79,3                                                 | 20,7                                                 | 76,3                                                 | 23,7                                                 |
| Иркутская область                            | 2 370 | 1 839 | 531 | 97,6                                            | 77,6                                                 | 22,4                                                 | 79,6                                                 | 20,4                                                 |
| Кемеровская область – Кузбасс                | 2 601 | 2 250 | 351 | 94,1                                            | 86,5                                                 | 13,5                                                 | 85,4                                                 | 14,6                                                 |
| Новосибирская область                        | 2 798 | 2 228 | 570 | 105,0                                           | 79,6                                                 | 20,4                                                 | 77,3                                                 | 22,7                                                 |
| Омская область                               | 1 859 | 1 366 | 493 | 94,0                                            | 73,5                                                 | 26,5                                                 | 71,5                                                 | 28,5                                                 |
| Томская область                              | 1 063 | 758 | 305 | 101,5                                           | 71,3                                                 | 28,7                                                 | 70,2                                                 | 29,8                                                 |
| Дальневосточный федеральный округ:           | 7 976 | 5 867 | 2 109 | 95,3                                            | 73,6                                                 | 26,4                                                 | 71,7                                                 | 28,3                                                 |
| Республика Бурятия                           | 979 | 579 | 400 | 100,7                                           | 59,1                                                 | 40,9                                                 | 58,4                                                 | 41,6                                                 |
| Республика Саха (Якутия)                     | 996 | 665 | 331 | 103,9                                           | 66,8                                                 | 33,2                                                 | 64,1                                                 | 35,9                                                 |
| Забайкальский край                           | 1 004 | 694 | 310 | 90,7                                            | 69,1                                                 | 30,9                                                 | 65,9                                                 | 34,1                                                 |
| Камчатский край                              | 292 | 227 | 65 | 90,7                                            | 77,7                                                 | 22,3                                                 | 77,4                                                 | 22,6                                                 |
| Приморский край                              | 1 845 | 1 447 | 398 | 94,3                                            | 78,4                                                 | 21,6                                                 | 76,1                                                 | 23,9                                                 |
| Хабаровский край                             | 1 293 | 1 078 | 215 | 96,2                                            | 83,4                                                 | 16,6                                                 | 81,8                                                 | 18,2                                                 |
| Амурская область                             | 767 | 522 | 245 | 92,4                                            | 68,1                                                 | 31,9                                                 | 66,8                                                 | 33,2                                                 |
| Магаданская область                          | 136 | 131 | 5 | 86,6                                            | 96,3                                                 | 3,7                                                  | 95,4                                                 | 4,6                                                  |
| Сахалинская область                          | 467 | 385 | 82 | 93,8                                            | 82,4                                                 | 17,6                                                 | 79,7                                                 | 20,3                                                 |
| Еврейская автономная область                 | 150 | 106 | 44 | 84,7                                            | 70,7                                                 | 29,3                                                 | 67,6                                                 | 32,4                                                 |
| Чукотский автономный округ                   | 47 | 32 | 15 | 92,2                                            | 68,1                                                 | 31,9                                                 | 64,8                                                 | 35,2                                                 |

** — с учётом итогов федерального статистического наблюдения «Перепись населения в Крымском федеральном округе» со 100-процентным охватом населения.
В размещённой на сайте переписи 2020 года инфографике, предварительная численность населения РФ, федеральных округов и др. незначительно отличается от предварительной численности населения, опубликованной на сайте Росстата. Так, в инфографике население РФ указано в 147 261 тыс. человек, тогда как в таблице с сайта Росстата — 147 190 тыс. человек.

##### Города-миллионники
16 городов насчитывают более 1 миллиона постоянных жителей: Москва, Санкт-Петербург, Новосибирск, Екатеринбург, Казань, Краснодар, Нижний Новгород, Челябинск, Красноярск, Самара, Уфа, Ростов-на-Дону, Омск, Воронеж, Пермь и Волгоград. В этих городах суммарно проживает почти четверть всего населения России (35,7 млн человек).
При сопоставлении данных текущего статистического учёта (на начало 2022 года) и предварительных данных переписи населения значительное отличие отмечено для Краснодара, который по предварительным данным переписи населения преодолел отметку в 1 миллион постоянных жителей и, переместившись с 16 места, занял 13 место среди городов России; Красноярск в сравнении с данными текущего учёта населения поднялся с 12 на 8 место.
В размещённой на сайте переписи 2020 года инфографике приведены предварительные итоги, в том числе численность населения 16 городов на 1 октября 2021 года и её сравнение с итогами переписи населения 2010 года:
| №  | Город           | тыс.чел., 2010 | тыс.чел., 2021 |
| -- | --------------- | -------------- | -------------- |
| 1  | Москва          | 11 739         | 13 004         |
| 2  | Санкт-Петербург | 4 880          | 5 596          |
| 3  | Новосибирск     | 1 474          | 1 634          |
| 4  | Екатеринбург    | 1 350          | 1 551          |
| 5  | Казань          | 1 144          | 1 309          |
| 6  | Нижний Новгород | 1 251          | 1 226          |
| 7  | Челябинск       | 1 130          | 1 190          |
| 8  | Красноярск      | 974            | 1 188          |
| 9  | Самара          | 1 165          | 1 173          |
| 10 | Уфа             | 1 062          | 1 145          |
| 11 | Ростов-на-Дону  | 1 089          | 1 142          |
| 12 | Омск            | 1 154          | 1 126          |
| 13 | Краснодар       | 745            | 1 107          |
| 14 | Воронеж         | 890            | 1 058          |
| 15 | Волгоград       | 1 021          | 1 051          |
| 16 | Пермь           | 991            | 1 034          |

При этом данные предварительных итогов в инфографике на сайте переписи незначительно отличаются (например, по Москве и Санкт-Петербургу) от данных предварительных итогов, опубликованных на сайте Росстата.

##### Публикация предварительных итогов переписи территориальными органами Росстата
- Территориальный орган Росстата по Саратовской области 31 мая 2022 года на заседании межведомственной комиссии по проведению переписи населения на территории Саратовской области сообщил, что (по предварительным данным) население области составило 2 442,6 тысяч человек, а население городского округа Саратов — 913 тысяч человек[56].
- Территориальный орган Росстата по Пензенской области 8 июня 2022 года опубликовал доклад о предварительных итогах переписи, согласно которым население Пензенской области составляло 1 266 348 человек, в том числе городское население 870 471 человек, сельское население 395 877 человек[57].
- Территориальный орган Росстата по Хабаровскому краю представил предварительные итоги переписи населения. Численность населения Хабаровска составила 617 тысяч 600 человек[58].

#### Планируемые сроки публикации окончательных итогов переписи населения
30 мая 2022 года Росстат опубликовал следующий график сроков публикации окончательных итогов переписи населения:
- июнь 2022 года: численность населения по стране и по всем муниципальным образованиям каждого региона;
- август 2022 года: начнется опубликование данных в виде таблиц и графиков на сайте Росстата;
- сентябрь 2022 года: поло-возрастной состав, образование, национальность и владение языками;
- октябрь 2022 года: миграция населения, сведения о коренных малочисленных народах;
- ноябрь 2022 года: рождаемость, состав домохозяйств;
- декабрь 2022 года: жилищные условия, характеристики рабочей силы.

### Окончательные итоги
Публикация окончательных итогов переписи производится на сайте Росстата. 1 сентября 2022 года на сайте Росстата опубликовали том 1 итогов переписи «Численность и размещение населения», 1 октября 2022 года — том 2 «Возрастно-половой состав и состояние в браке», том 3 «Образование», том 4 «Гражданство», том 8 «Число и состав домохозяйств» и том 10 «Рабочая сила», 1 ноября 2022 года на сайте Росстата был опубликован том 6 итогов переписи «Миграция населения», 1 декабря 2022 года — том 7 — «Источники средств к существованию», том 9 — «Рождаемость», 30 декабря 2022 года — том 5 — «Национальный состав и владение языками», том 11 — «Жилищные условия населения».

#### Том 1 «Численность и размещение населения»
- Таблица 1. Население, учтённое при Всероссийской переписи населения 2020 года[60].
- Таблица 2. Изменение численности населения России[61].
- Таблица 3. Число муниципальных образований, внутригородских районов, округов города, межселенных территорий и населённых пунктов по субъектам Российской Федерации[62].
- Таблица 4. Численность городского и сельского населения по полу по субъектам Российской Федерации[63].
- Таблица 5. Численность населения России, федеральных округов, субъектов Российской Федерации, городских округов, муниципальных районов, муниципальных округов, городских и сельских поселений, городских населённых пунктов, сельских населённых пунктов с населением 3000 человек и более[64].
- Таблица 6. Группировка городских округов по численности населения по субъектам Российской Федерации[65].
- Таблица 7. Группировка муниципальных районов и муниципальных округов по численности населения по субъектам Российской Федерации[66].
- Таблица 8. Группировка городских поселений муниципальных районов по численности населения по субъектам Российской Федерации[67].
- Таблица 9. Группировка сельских поселений муниципальных районов по численности населения по субъектам Российской Федерации[68].
- Таблица 10. Группировка городских населённых пунктов по численности населения по субъектам Российской Федерации[69].
- Таблица 11. Группировка сельских населённых пунктов по численности населения по субъектам Российской Федерации[70].

#### Том 2 «Возрастно-половой состав и состояние в браке»
- Таблица 1. Население по возрасту и полу[71].
- Таблица 2. Население по возрастным группам и полу по субъектам Российской Федерации[72].
- Таблица 3. Численность населения по основным возрастным группам по субъектам Российской Федерации[73].
- Таблица 4. Демографическая нагрузка на население трудоспособного возраста по субъектам Российской Федерации[74].
- Таблица 5. Население по возрасту, полу и состоянию в браке по субъектам Российской Федерации[75].

#### Том 3 «Образование»
- Таблица 1. Население по возрасту, полу и уровню образования по субъектам Российской Федерации[76].
- Таблица 2. Население, имеющее ученые степени, по возрастным группам и полу[77].
- Таблица 3. Население, имеющее ученые степени, по возрастным группам и полу по субъектам Российской Федерации[78].
- Таблица 4. Занятое население частных домохозяйств по возрастным группам, полу и уровню образования по субъектам Российской Федерации[79].
- Таблица 5. Население, обучающееся по основным и дополнительным образовательным программам, полу и возрасту по субъектам Российской Федерации[80].

#### Том 4 «Гражданство»
- Таблица 1. Население по гражданству и возрастным группам[81].
- Таблица 2. Население по гражданству и возрастным группам по субъектам Российской Федерации[82].
- Таблица 3. Население по гражданству и месту рождения[83].
- Таблица 4. Население по гражданству и месту рождения по субъектам Российской Федерации[84].

#### Том 5 «Национальный состав и владение языками»
- Таблица 1. Национальный состав населения[85].
- Таблица 2. Состав группы населения «Указавшие другие ответы о национальной принадлежности»[86].
- Таблица 3. Население по национальной принадлежности, владению русским языком и его использованию[87].
- Таблица 4. Владение языками и использование языков населением[88].
- Таблица 5. Владение языками населением наиболее многочисленных национальностей[89].
- Таблица 6. Население по родному языку[90].
- Таблица 7. Население наиболее многочисленных национальностей по родному языку[91].
- Таблица 8. Население наиболее многочисленных национальностей по возрастным группам и полу[92].
- Таблица 9. Население наиболее многочисленных национальностей по возрастным группам, полу и состоянию в браке[93].
- Таблица 10. Население наиболее многочисленных национальностей по возрастным группам, полу и уровню образования[94].
- Таблица 11. Население наиболее многочисленных национальностей по возрастным группам, полу и источникам средств к существованию[95].
- Таблица 12. Владение языками населением разных возрастных групп[96].
- Таблица 13. Частные домохозяйства, состоящие из двух и боле человек по национальной однородности и размеру домохозяйства[97].
- Таблица 14. Женщины наиболее многочисленных национальностей по национальной принадлежности, возрастным группам и числу рожденных детей[98].
- Таблица 15. Женщины наиболее многочисленных национальностей по национальной принадлежности, уровню образования и числу рожденных детей[99].
- Таблица 16. Женщины наиболее многочисленных национальностей по возрасту, в котором родили первого ребенка[100].
- Таблица 17. Население коренных малочисленных народов Российской Федерации[101].
- Таблица 18. Владение языками коренных малочисленных народов Российской Федерации[102].
- Таблица 19. Использование языков коренными малочисленными народами Российской Федерации[103].
- Таблица 20. Население коренных малочисленных народов Российской Федерации по родному языку[104].
- Таблица 21. Население коренных малочисленных народов Российской Федерации по возрастным группам и полу[105].
- Таблица 22. Население коренных малочисленных народов Российской Федерации по возрастным группам, полу и состоянию в браке[106].
- Таблица 23. Население коренных малочисленных народов Российской Федерации по возрастным группам, полу и уровню образования[107].
- Таблица 24. Население коренных малочисленных народов Российской Федерации по возрастным группам, полу и источникам средств к существованию[108].
- Таблица 25. Население коренных малочисленных народов Российской Федерации по возрастным группам и статусу участия в составе рабочей силы[109].
- Таблица 26. Население коренных малочисленных народов Российской Федерации по возрастным группам и статусу занятости[110].
- Таблица 27. Женщины, указавшие принадлежность к коренным малочисленным народам Российской Федерации, по возрастным группам и числу рожденных детей[111].

#### Том 6 «Миграция населения»
- Таблица 1. Население по месту рождения и месту проживания на территории Российской Федерации по субъектам Российской Федерации[112].
- Таблица 2. Население частных домохозяйств по продолжительности проживания в месте постоянного жительства, полу, возрастным группам по субъектам Российской Федерации[113].
- Таблица 3. Население частных домохозяйств по месту постоянного жительства и проживанию более одного года в других странах по субъектам Российской Федерации[114].
- Таблица 4. Население частных домохозяйств по проживанию более одного года в других странах и году прибытия на территорию Российской Федерации[115].
- Таблица 5. Население частных домохозяйств по месту проживания, возрастным группам и месту регистрации по субъектам Российской Федерации[116].
- Таблица 6. Занятое население частных домохозяйств в возрасте 15 лет и более по месту проживания и месту регистрации по субъектам Российской Федерации[117].
- Таблица 7. Население, временно находившееся на территории Российской Федерации, по стране постоянного проживания и цели приезда в Россию[118].
- Таблица 8. Население, временно находившееся на территории Российской Федерации, по стране постоянного проживания и цели приезда в Россию по субъектам Российской Федерации[119].
- Таблица 9. Население, временно находившееся на территории Российской Федерации, по стране постоянного проживания и возрастным группам[120].
- Таблица 10. Население, временно находившееся на территории Российской Федерации, по стране постоянного проживания и возрастным группам по субъектам Российской Федерации[121].
- Таблица 11. Население, временно находившееся на территории Российской Федерации с целью работы, учёбы или частной поездки, по стране постоянного проживания и гражданству[122].

#### Том 7 «Источники средств к существованию»
- Таблица 1. Население по возрастным группам, полу и источникам средств к существованию[123].
- Таблица 2. Население по возрастным группам, полу и источникам средств к существованию по субъектам Российской Федерации[124].
- Таблица 3. Население по основному источнику средств к существованию, возрастным группам и полу[125].
- Таблица 4. Население по основному источнику средств к существованию, возрастным группам и полу по субъектам Российской Федерации[126].

#### Том 8 «Число и состав домохозяйств»
- Таблица 1. Население частных и коллективных домохозяйств, домохозяйств бездомных по субъектам Российской Федерации[127].
- Таблица 2. Частные домохозяйства по размеру домохозяйства по субъектам Российской Федерации[128].
- Таблица 3. Частные домохозяйства, состоящие из двух и более человек, по типам, размеру домохозяйства и числу детей моложе 18 лет[129].
- Таблица 4. Частные домохозяйства, состоящие из двух и более человек, по типам, размеру домохозяйства и числу детей моложе 18 лет по субъектам Российской Федерации[130].
- Таблица 5. Частные домохозяйства, состоящие из двух и более человек, по числу занятых в возрасте 15 лет и более и числу иждивенцев[131].
- Таблица 6. Частные домохозяйства, состоящие из двух и более человек, по числу занятых в возрасте 15 лет и более и числу иждивенцев по субъектам Российской Федерации[132].
- Таблица 7. Население частных домохозяйств, состоящих из одного человека, по основному источнику средств к существованию и возрастным группам[133].
- Таблица 8. Население частных домохозяйств, состоящих из одного человека, по основному источнику средств к существованию и возрастным группам по субъектам Российской Федерации[134].
- Таблица 9. Семейные ячейки, входящие в состав частных домохозяйств, по размеру и числу детей моложе 18 лет[135].
- Таблица 10. Семейные ячейки, входящие в состав частных домохозяйств, по размеру и числу детей моложе 18 лет по субъектам Российской Федерации[136].
- Таблица 11. Семейные ячейки, входящие в состав частных домохозяйств, где взрослые моложе 35 лет, по размеру и числу детей моложе 18 лет[137].
- Таблица 12. Семейные ячейки, входящие в состав частных домохозяйств, где взрослые моложе 35 лет, по размеру и числу детей моложе 18 лет по субъектам Российской Федерации[138].
- Таблица 13. Семейные ячейки, входящие в состав частных домохозяйств, по возрастным группам детей[139].
- Таблица 14. Население коллективных домохозяйств и домохозяйств бездомных по полу и возрастным группам[140].

#### Том 9 «Рождаемость»
- Таблица 1. Женщины, проживающие в частных домохозяйствах, по возрастным группам и числу рожденных детей по субъектам Российской Федерации[141].
- Таблица 2. Занятые женщины, проживающие в частных домохозяйствах, по возрастным группам и числу рожденных детей по субъектам Российской Федерации[142].
- Таблица 3. Состоящие в браке женщины, проживающие в частных домохозяйствах, по возрастным группам и числу рожденных детей по субъектам Российской Федерации[143].
- Таблица 4. Женщины, проживающие в частных домохозяйствах, по возрастным группам и возрасту, в котором родили первого ребенка, по субъектам Российской Федерации[144].
- Таблица 5. Среднее число рожденных детей женщинами, проживающими в частных домохозяйствах, имеющими различный уровень образования, по субъектам Российской Федерации (на 1000 женщин соответствующего возраста и уровня образования, указавших число рожденных детей)[145].

#### Том 10 «Рабочая сила»
- Таблица 1. Население частных домохозяйств по возрастным группам, полу и статусу участия в составе рабочей силы[146].
- Таблица 2. Население частных домохозяйств по возрастным группам, полу и статусу участия в составе рабочей силы по субъектам Российской Федерации[147].
- Таблица 3. Население частных домохозяйств по полу, статусу участия в составе рабочей силы и уровню образования[148].
- Таблица 4. Население частных домохозяйств по статусу участия в составе рабочей силы и уровню образования по субъектам Российской Федерации[149].
- Таблица 5. Потенциальная рабочая сила по причинам неучастия в составе рабочей силы[150].
- Таблица 6. Потенциальная рабочая сила по причинам неучастия в составе рабочей силы по субъектам Российской Федерации[151].
- Таблица 7. Занятое население частных домохозяйств по полу, возрастным группам и статусу занятости[152].
- Таблица 8. Занятое население частных домохозяйств по возрастным группам и статусу занятости по субъектам Российской Федерации[153].
- Таблица 9. Занятое население частных домохозяйств по территории нахождения работы и статусу занятости[154].
- Таблица 10. Занятое население частных домохозяйств по территории нахождения работы и статусу занятости по субъектам Российской Федерации[155].
- Таблица 11. Занятое население частных домохозяйств, работающее за пределами своего населенного пункта, по территории нахождения работы и периодичности выезда на работу[156].
- Таблица 12. Занятое население частных домохозяйств, работающее за пределами своего населенного пункта, по территории нахождения работы и периодичности выезда на работу по субъектам Российской Федерации[157].

#### Том 11 «Жилищные условия населения»
- Таблица 1. Население по типам занимаемых жилых помещений по субъектам Российской Федерации[158].
- Таблица 2. Частные домохозяйства по типам занимаемых жилых помещений и размеру домохозяйства по субъектам Российской Федерации[159].
- Таблица 3. Частные домохозяйства, проживающие в индивидуальных домах, отдельных и коммунальных квартирах, по числу занимаемых комнат и размеру домохозяйства[160].
- Таблица 4. Население частных домохозяйств, проживающее в индивидуальных домах, отдельных и коммунальных квартирах, по времени постройки дома и материалу наружных стен[161].
- Таблица 5. Обеспеченность частных домохозяйств, проживающих в индивидуальных домах, отдельных и коммунальных квартирах, различными видами благоустройства[162].
- Таблица 6. Жилые помещения по их типам, числу комнат и числу проживающих в них частных домохозяйств[163].
- Таблица 7. Частные домохозяйства по типам занимаемых жилых помещений и размеру общей площади индивидуального дома, квартиры[164].

## Критика
Бывший (до 2020 года) советник Отдела демографических расчётов Росстата Алексей Ракша высказал мнение о том, что перепись населения 2021 года стала худшей за всю историю России. Он это связал с тем, что перепись проводили в период пандемии коронавируса, что не могло не снизить фактическое участие в переписи, так как потенциальные опрашиваемые закономерно опасались заражения в ходе переписных мероприятий. Кроме того, Ракша указал на наличие общей тенденции снижения качества переписей в России: в сравнении с проведённой в СССР переписью 1989 года всероссийская перепись 2002 года была менее качественной, а перепись 2010 года ещё хуже, поэтому перепись 2021 года закономерно стала худшей в российской истории. Помимо фактора ковида, по мнению Ракши, за 11 лет, прошедших с предыдущей переписи, упали уровень доверия граждан к государству, качество управления и управленческих кадров. В связи с этим он высказал мнение о том, что многие данные переписи вообще не следует использовать. Ракша предложил «считать, что переписи в каком-то смысле не было». Для повышения качества переписей Ракша высказал предложение сделать участие в переписи обязательным, а неучастие карать штрафными санкциями, лишением прав на значимые социальные пособия и льготы.
В СМИ имели место публикации о заполнении данных переписи населения сотрудниками службы переписи произвольно и без участия опрашиваемых.